# Sumpafallen
Sumpafallen er et naturreservat langs Högvadsån, en biflod til Ätran. Reservatet har et areal på 56 hektar (53,5 hektar land) og ligger i Okome og Svartrå sogne i Falkenbergs kommun i Hallands län, Sverige. Det er klassificeret som en national interesse for naturbeskyttelse og ejes af Västkuststiftelsen. Gennem naturreservatet, langs Högvadsån, er der en vandresti med hvile- og grillpladser. Selv efter regeringsbeslutningen i 1995 er Sumpafallen et Natura 2000-område.
Ud over Högvadsån og dens strømfald består reservatet hovedsageligt af løvskov og græsgange. De arter, der findes i reservatet, omfatter guldpulver, blå anemone, kærhøgeskæg og firblad. I vandet er der ferskvandsperlemuslinger (Margaritifera margaritifera), vild laks og ørreder.